# NGC 739
NGC 739 este o galaxie lenticulară situată în constelația Triunghiul. A fost descoperită în 9 ianuarie 1874 de către Ralph Copeland⁠(d). Se află la o distanță de 61,12 de megaparseci de Pământ.